# Lantmätartjärnen
Lantmätartjärnen är en sjö i Bergs kommun i Härjedalen och ingår i Ljungans huvudavrinningsområde.

## Bilder

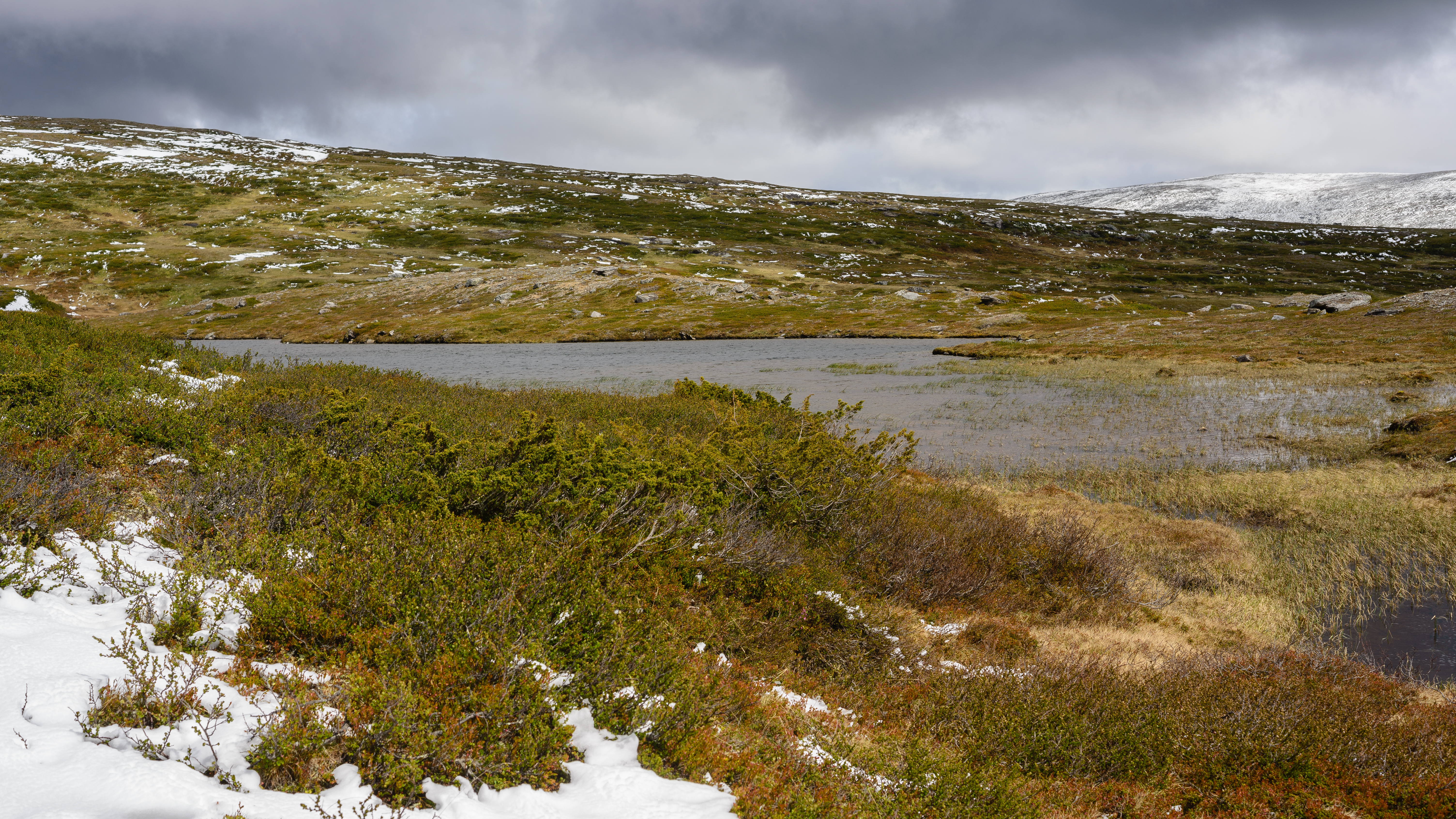
Juni 2014.
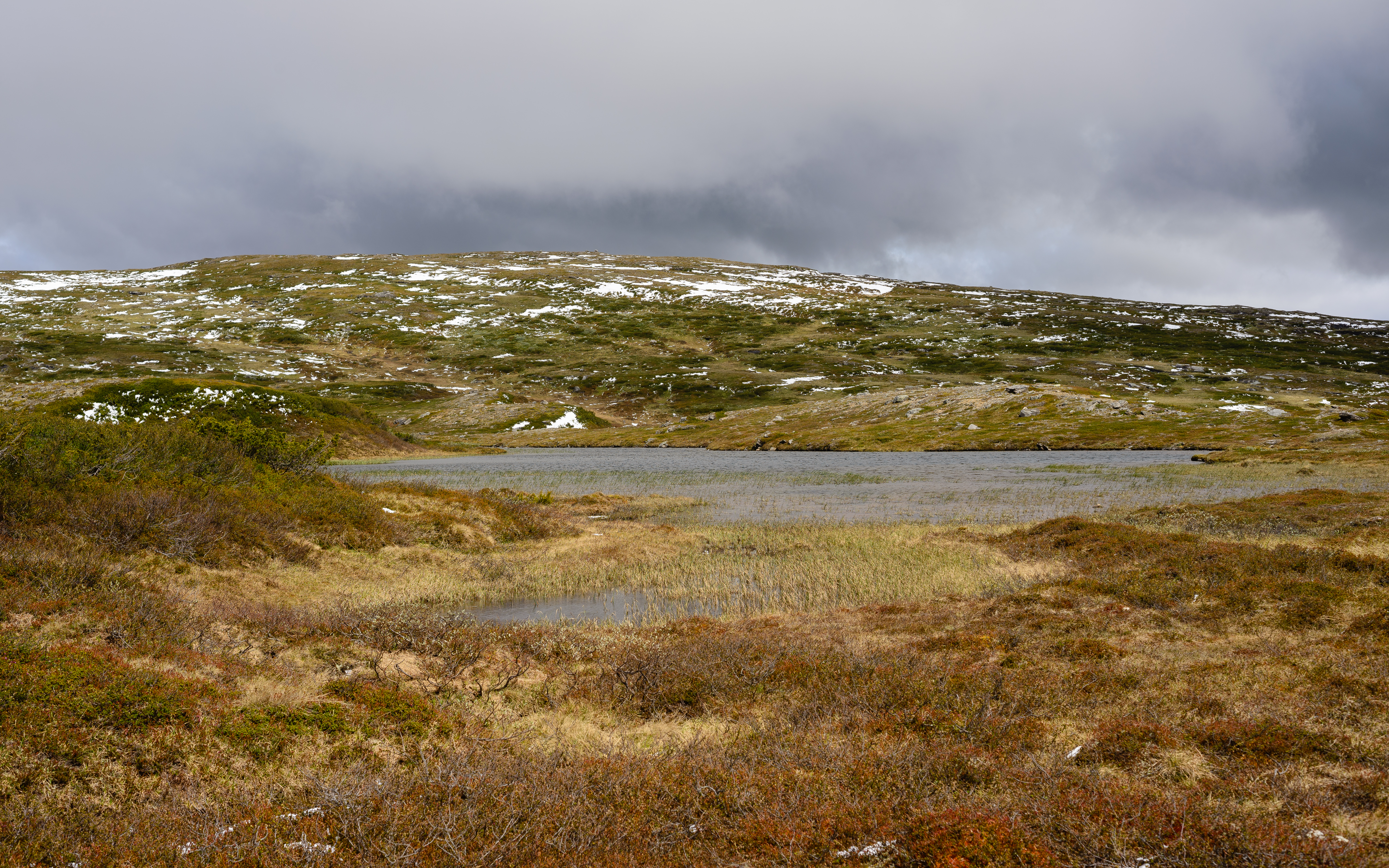
Juni 2014.
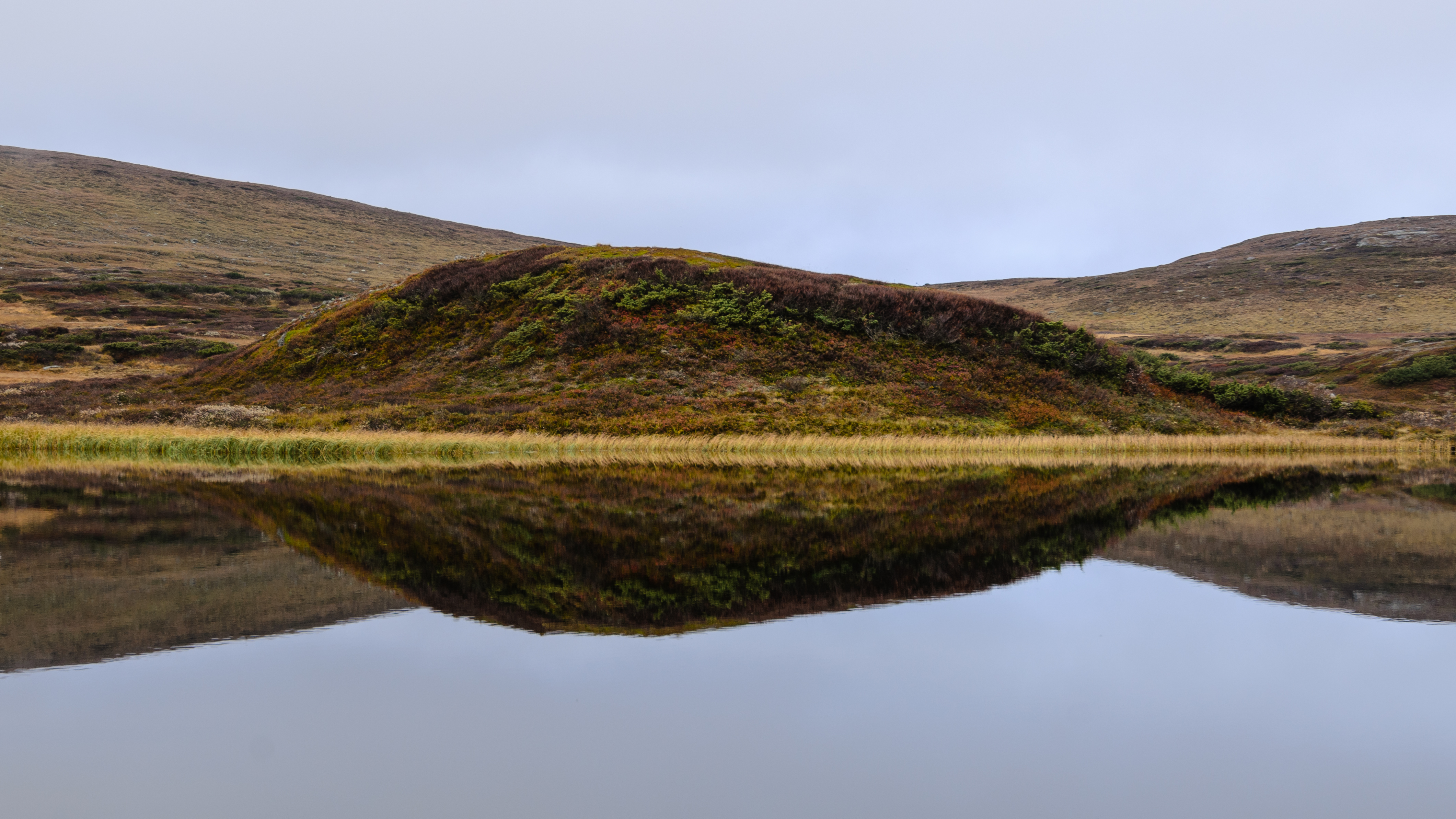
Oktober 2015.
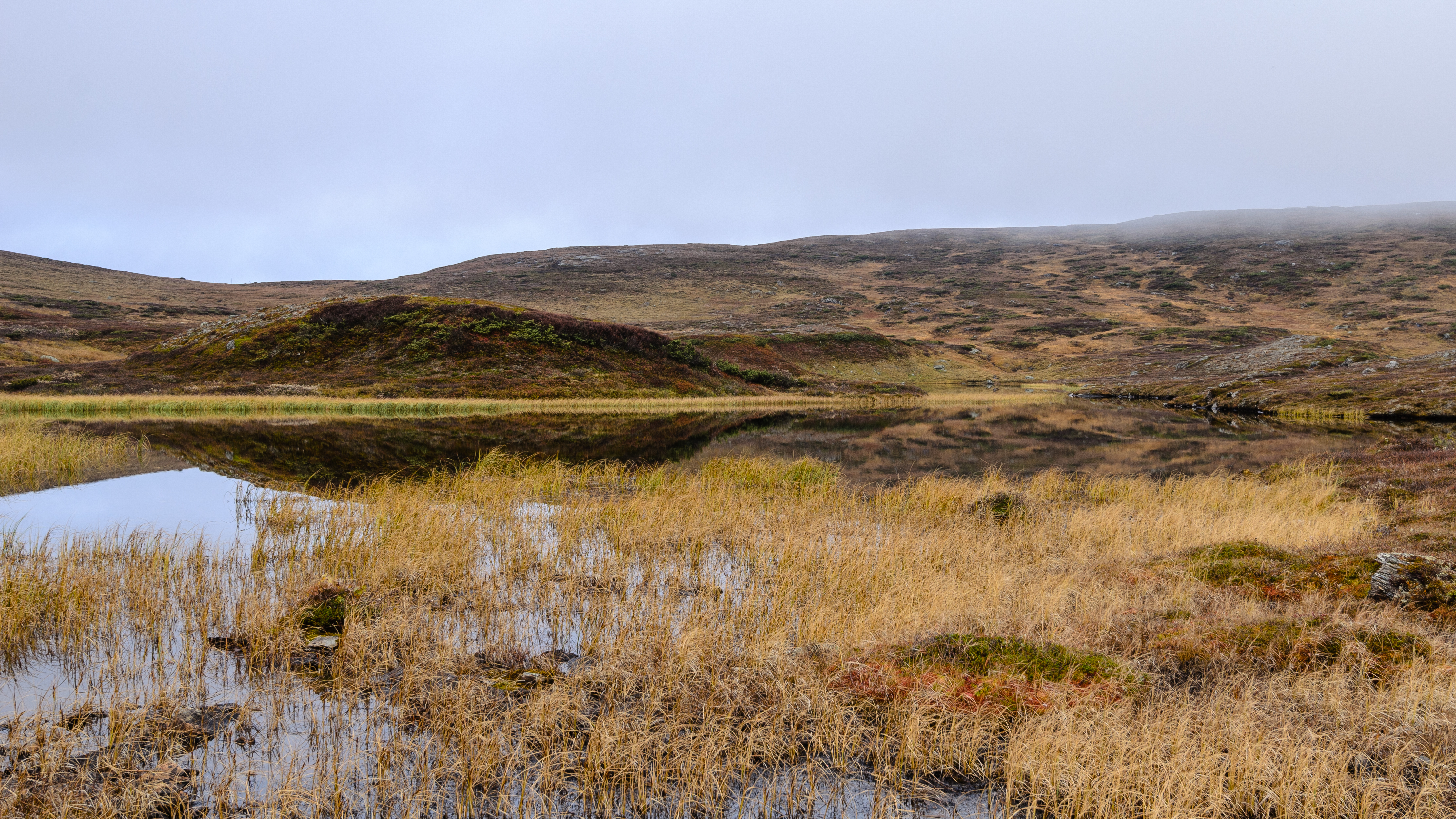
Oktober 2015.